# Коммунистическая улица (Уфа)
Коммунисти́ческая у́лица в Уфе расположена на территории Ленинского и Кировского районов. Пролегает с запада на восток, начинаясь с окончания Сенной улицы и заканчиваясь рекой Сутолокой.

## История
Верхняя часть современной Коммунистической улицы называлась вначале Сенной, нижняя — Кладбищенской, поскольку на северо-западной окраине Уфы, пролегавшей по улице, располагалось городское православное кладбище. В 1796 г. помещица Аничкова перенесла купленную ею деревянную церковь Успения Божьей Матери на кладбище. Позднее улица и была переименована по названию церкви в Успенскую.
На рубеже XVIII—XIX вв. кладбище оказалось в городской черте, в связи с чем под кладбище было выделено другое место. Улица, поднимавшаяся от старого кладбища на запад, стала называться Старокладбищенской, а идущая на восток — по-прежнему Успенской. По плану 1819 г. часть улицы от Сенной площади от начала спуска к Нижегородке до Верхнеторговой площади стала называться Сенной улицей. В 1824 г. кладбище было окончательно закрыто, деревянную церковь сделали приходской, а рядом с ней построили каменную Успенскую церковь. Верхнюю улицу теперь стали называть Большой Успенской, хотя нижняя часть так и продолжала называться просто Успенской.
После Октябрьской революции в 1918 г. улицу переименовали в честь уфимского революционера-эсера Е. С. Созонова. В 1937 г. в преддверии прибытия в Уфу партийного функционера Андрея Жданова уфимские власти обнаружили, что допущен серьёзный просчёт — в городе нет улицы Сталина. Улица Егора Созонова была переименована в честь вождя и носила такое имя вплоть до октября 1961 г., когда по стране прокатилась волна переименований улиц Сталина в Коммунистические улицы. Такое название улица носит и по сей день.

## Исторические здания и сооружения
- Реальное училище, ныне — офисное здание
- Городская дума, ныне — торговое здание, Коммунистическая, 53-55, памятник истории
- Особняк братьев Поликарповых, ныне — здание Союза писателей Республики Башкортостан
- Дом Лобанова, ныне — здание Республиканского комитета по контролю за незаконным оборотом наркотиков
- Дом А. М. Паршина, ныне — Дом офицеров Уфимского гарнизона
- Дом Тихониных

Сквер Ленина
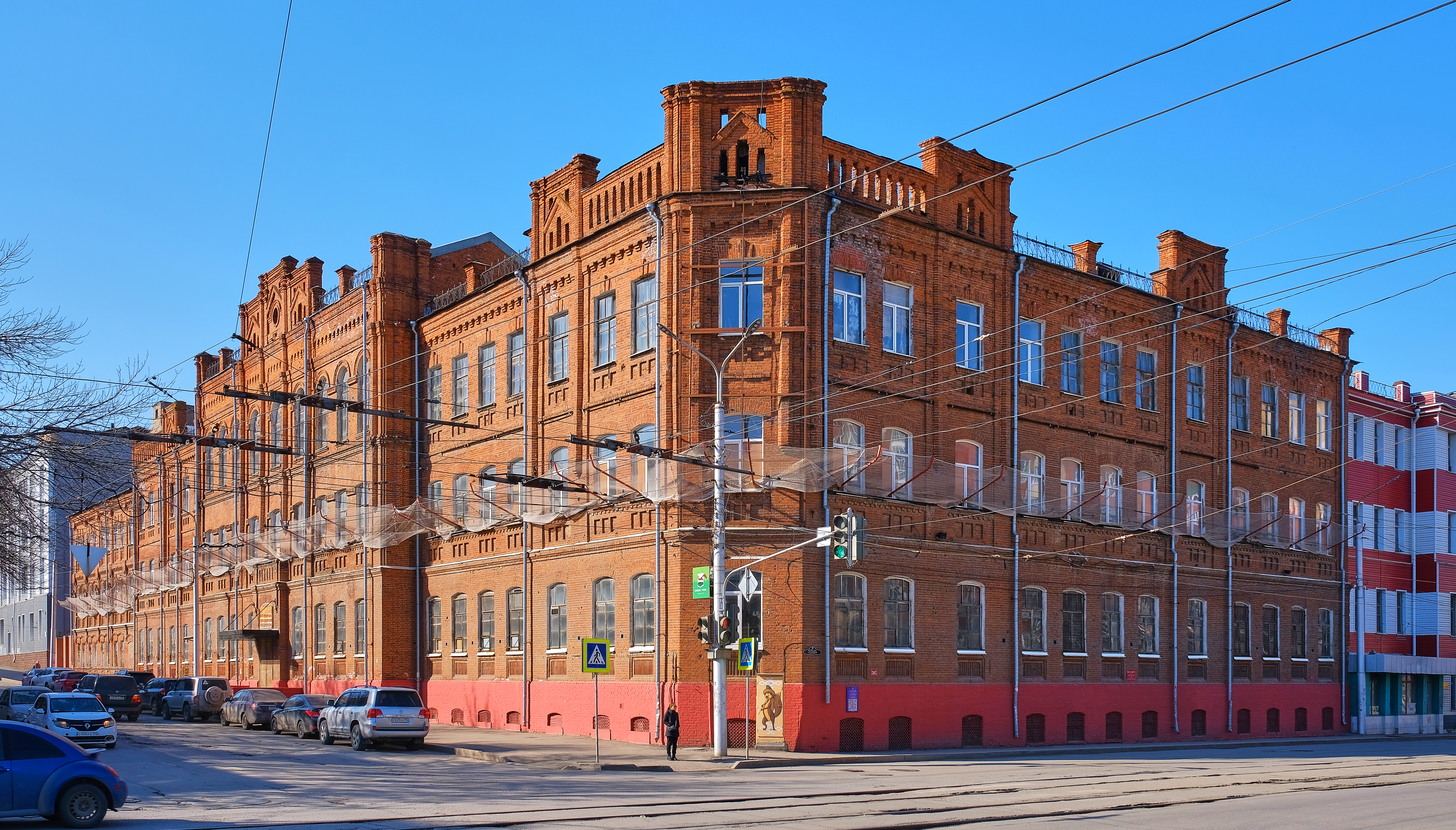
Реальное училище
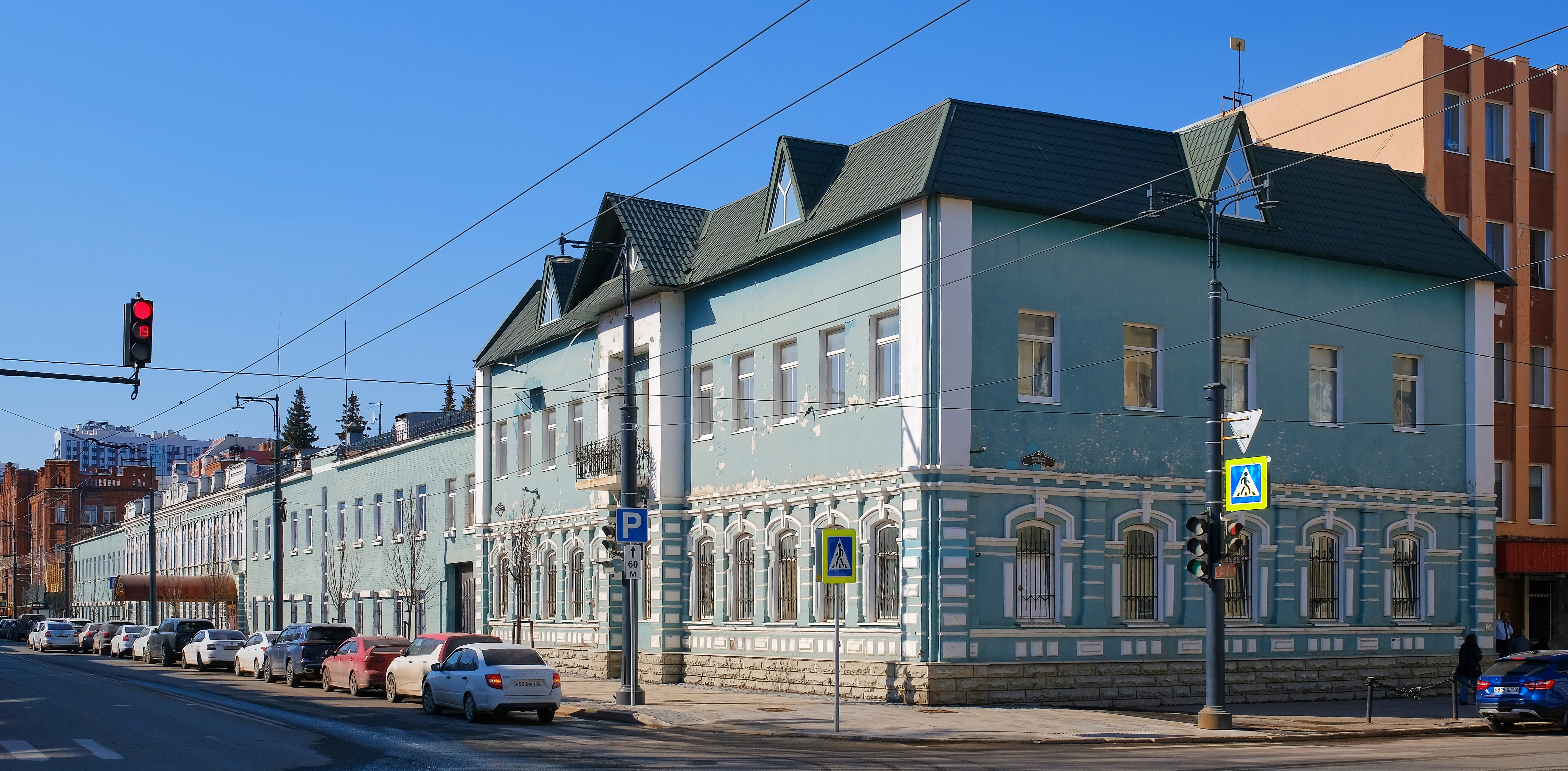
Дом Лобанова
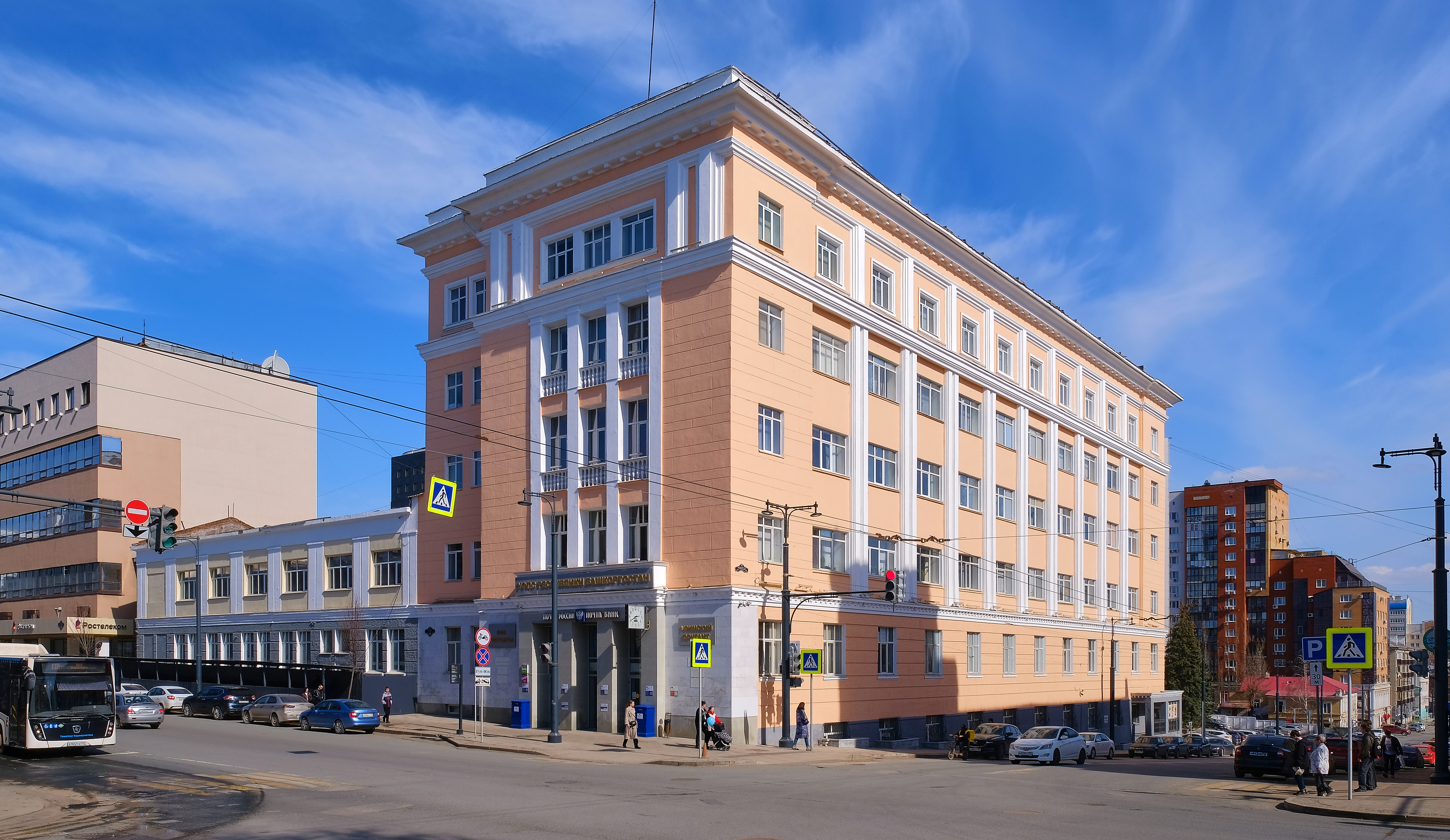
Дом Связи
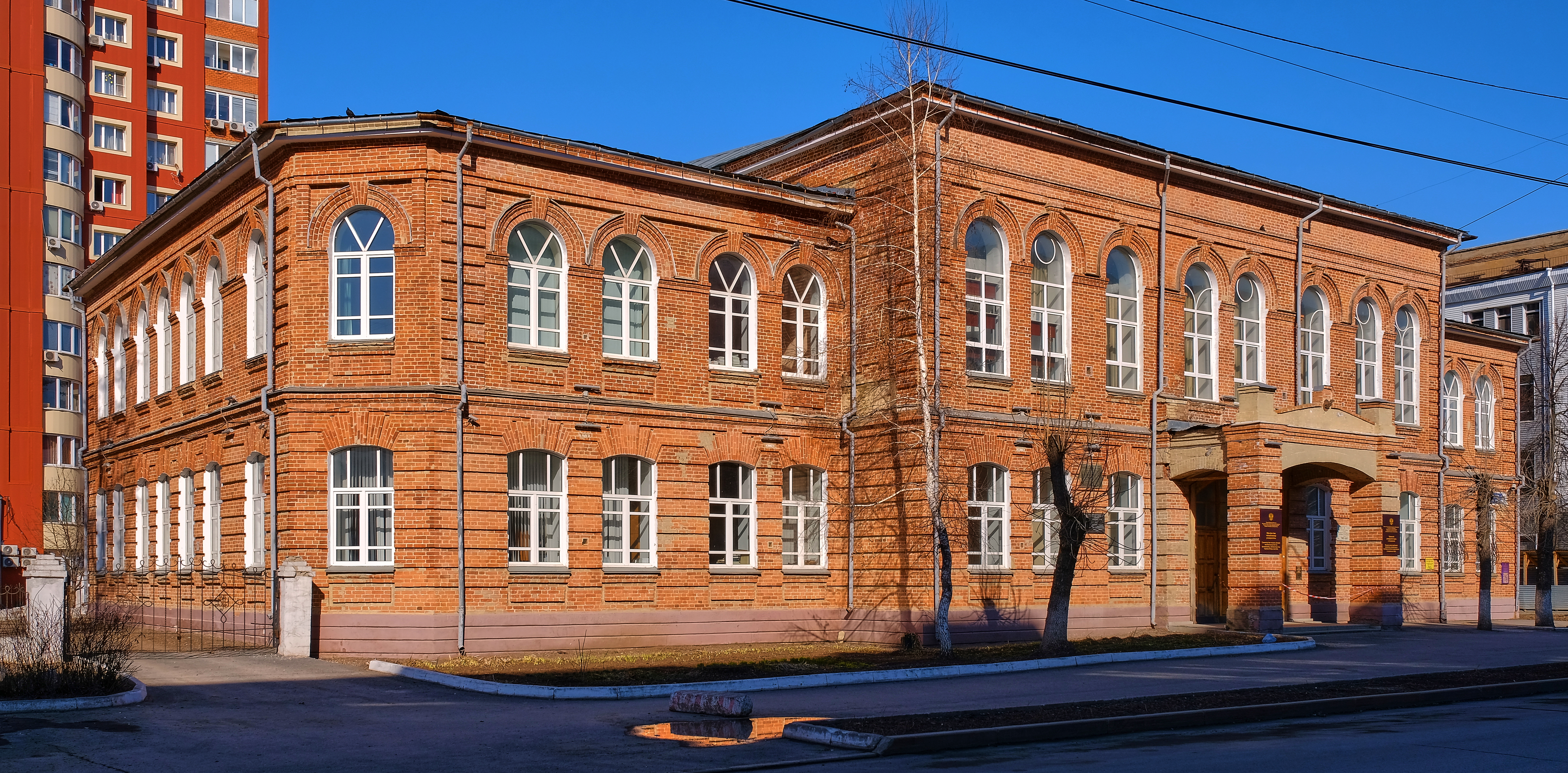
Вторая женская гимназия
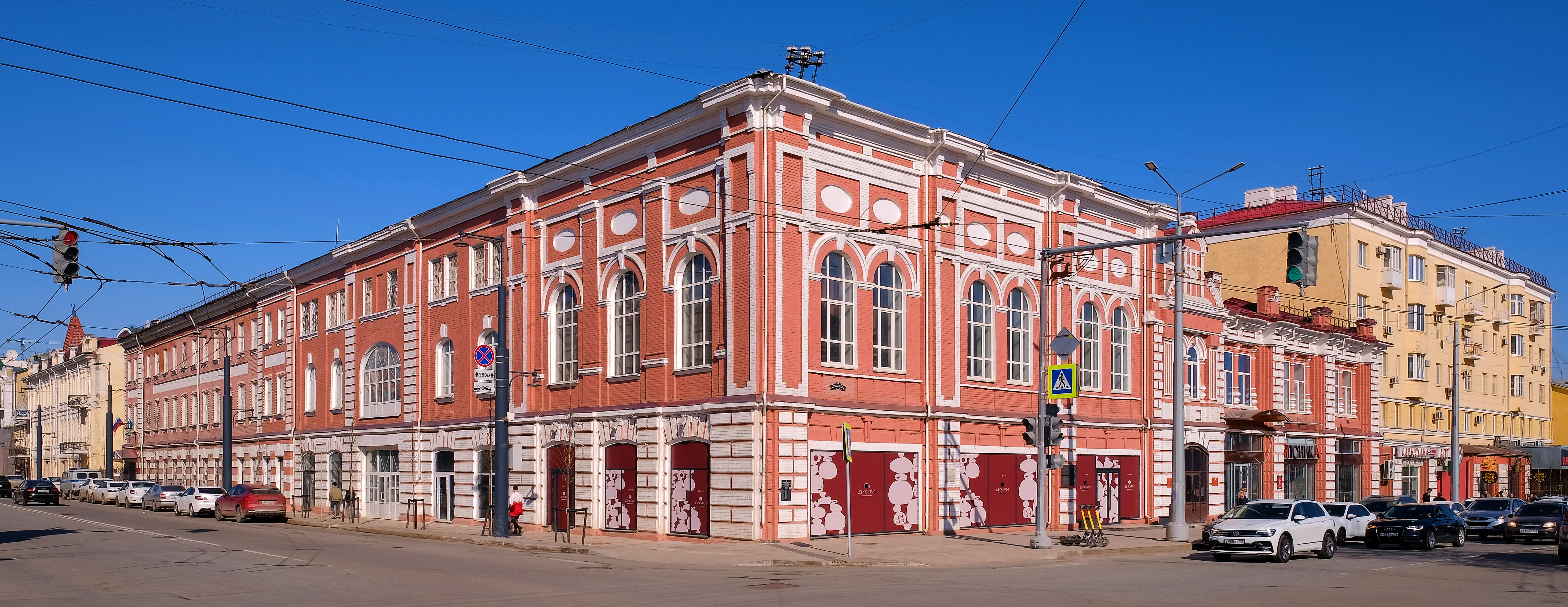
Дом офицеров Уфимского гарнизона

## Транспорт
Транспорт Коммунистической улицы представлен автобусами и маршрутными такси. На Аральской улице, примыкающий к началу Коммунистической улицы, располагается конечная остановка транспорта. Также по Коммунистической улице ходят троллейбусы.

## Достопримечательности
К Коммунистической улице примыкают сквер Ленина и сквер Маяковского

## Известные жители
- В доме № 50 (по дореволюционной нумерации) проживал писатель Галимджан Ибрагимов.[1]